# Белиностат
Белиностат (Belinostat) — лекарственный препарат, предназначенный для лечения периферической Т-клеточной лимфомы. Разработан компанией TopoTarget. Получил статус орфанного препарата и одобрен FDA в 2014 г.

## Механизм действия
Ингибирует гистондеацетилазу.

## Показания
Рецидивные или резистентные формы периферической Т-клеточной лимфомы.

## Противопоказания
Беременность.